# Darwin Award
Der Darwin Award, deutsch Darwinpreis, ist ein sarkastischer Negativpreis, der von Biologiestudenten der Stanford University in den 1990er Jahren initiiert wurde. Er wird an Menschen verliehen, die sich auf Grund einer bemerkenswerten Fehleinschätzung oder eines besonders unüberlegten Missgeschicks selbst töteten, tödlich verunglückten oder sich zumindest unfruchtbar machten und so dafür sorgten, dass ihre Gene nicht an Nachkommen weitergegeben wurden. Eine gewisse Schadenfreude bei der Darstellung ist Teil des Konzepts. 
Eine deutsche Webseite unter dem Namen „Darwinpreis, Verlierer im Roulette des Lebens“ beruft sich auf das amerikanische Vorbild.

## Idee, Ablauf, Kriterien
Die Initiatoren des Awards hatten den Gedanken, dass ein durch eigene Dummheit vermehrungsunfähiges Individuum seiner Art einen Gefallen tue, wenn es die weitere Verbreitung des eigenen Erbguts verhindere. Die Mitinitiatorin und mittlerweile Hauptverantwortliche Wendy Northcutt bezeichnet den Darwin Award als einen Preis für alle, die dazu beitrügen, dass sich der Genpool der Menschheit verbessere, indem sie sich daraus entfernten. Der Name bezieht sich auf Charles Darwin, bedeutender Beiträger zur Evolutionstheorie.
Ein möglicher Kandidat für den Award muss auf Grund einer bemerkenswerten Fehleinschätzung oder eines besonders unüberlegten Missgeschicks gestorben sein oder unfruchtbar geworden sein. Er muss dies selbst herbeigeführt haben, wobei es keine weiteren Todesopfer gab. Er muss urteilsfähig gewesen sein (keine Kinder oder Menschen mit geistigen Störungen) und das Ereignis muss bestätigt oder zumindest plausibel sein. In der ersten Buchausgabe der Darwin Awards waren auch Geschichten aus dem Bereich moderne Sagen enthalten.
Die Begebenheiten werden auf einer Website vorgestellt, wo online über den oder die jeweiligen Gewinner des Jahres abgestimmt wird.

## Geschichte
Die Darwin Awards sind eine Idee von Biologiestudenten der Stanford University in Kalifornien. Sie sammelten skurrile Fälle und Anekdoten und präsentierten sie auf einer Website der Universität. Nachdem die Seite sehr populär geworden war, wurde sie ausgelagert.
Die studierte Molekularbiologin und Neurowissenschaftlerin Wendy Northcutt, Mitinitiatorin der Awards, rief die Website darwinawards.com ins Leben und ist inzwischen Hauptverantwortliche des Projekts. Sie verfasste mehrere Bücher zum Thema und gab ihren regulären Beruf auf.
Heute werden täglich neue Fälle eingestellt und von einer weltweiten Fan-Gemeinde diskutiert und beurteilt. Die Darwin Awards nehmen mittlerweile einen festen Platz in der Popkultur Nordamerikas ein. Über 1.000 Personen wurde der Preis verliehen. Eine Auswertung der Geschlechterverteilung der Preisträger bis 2014 ergab, dass deutlich mehr Männer (89 %) als Frauen mit dem Darwin-Preis ausgezeichnet wurden.
In Deutschland wurde 1997 in der Zeitschrift Spiegel Special über den Preis berichtet. Durch einen Artikel im Nachrichtenmagazin Der Spiegel im Januar 1998 erlangte er eine größere Bekanntheit.

## Vergebene Darwin Awards (Auswahl)
| Jahr | Ort                   | Vorfall | Quelle               |
| ---- | --------------------- | --- | -------------------- |
| 1990 | Washington, USA       | Bei einem bewaffneten Raubüberfall auf einen Waffenladen schoss der Täter um sich, jedoch war unter anderem ein Polizist im Geschäft. Der Räuber wurde getötet, sonst wurde niemand verletzt. Er wurde als erste Person mit dem Darwin Award ausgezeichnet.                                                                                               | [ 9 ]                |
| 1993 | Toronto, Kanada       | Ein Rechtsanwalt warf sich gegen ein Fenster im 24. Stock eines Hochhauses, um die Stabilität der Fensterscheiben zu demonstrieren. Der Fensterrahmen gab jedoch nach und der Anwalt stürzte aus dem Gebäude. Er starb beim Aufprall unmittelbar. | [ 10 ] [ 11 ]        |
| 1997 | Sorocaba, Brasilien   | Ein 25-jähriger Fahrradfahrer überquerte das Rollfeld eines brasilianischen Flughafens ohne das landende Flugzeug zu bemerken, weil er Musik auf seinem Walkman hörte. Das Flugzeug erfasste ihn und er starb. | [ 12 ]               |
| 2004 | Chiayi, Taiwan        | Zwei Studenten aus Taiwan wollten ihre Rangordnung ermitteln und um die Gunst einer Frau kämpfen. Um festzustellen, wer mutiger sei, fuhren sie mit ihren Motorrollern aufeinander zu, wobei derjenige, der zuerst ausweichen würde, verlieren sollte. Da keiner nachgab, starben beide an den Folgen des frontalen Zusammenpralls.                       | [ 13 ] [ 14 ]        |
| 2008 | Sauze d’Oulx, Italien | Drei möglicherweise alkoholisierte Freunde montierten die Polsterung einer Sicherheitsabsperrung am unteren Rand einer Skipiste ab und rodelten auf dieser den Berg hinunter. Als sie auf die jetzt nicht mehr gepolsterte Sicherheitsabsperrung auftrafen, starb einer der drei.                                                                         | [ 15 ] [ 16 ]        |
| 2008 | Florida, USA          | Ein Autofahrer, der sich während eines Staus erleichtern wollte, sprang über eine Leitplanke. Er übersah, dass sich direkt dahinter eine Schlucht befand. Er stürzte hinein und starb. | [ 17 ]               |
| 2009 | North Carolina, USA   | Eine 50-jährige Frau fuhr bei starkem Regenfall in eine aus diesem Grund polizeilich gesperrte Straße und stürzte mit ihrem Mofa in einen kleinen Fluss. Kurz nachdem sie von einem Polizisten gerettet worden war, sprang sie erneut in den Fluss und ertrank. Ihre Mutter vermutete, dass sie ihr Mofa bergen wollte.                                   | [ 18 ]               |
| 2009 | Dinant, Belgien       | Zwei Einbrecher wollten einen Geldautomaten aufsprengen und benutzten dazu so viel Sprengstoff, dass das gesamte Gebäude über ihnen einstürzte. Sie starben. Da sich außer ihnen niemand im Gebäude befand, gab es keine weiteren Todesopfer. | [ 19 ]               |
| 2010 | Daejeon, Südkorea     | Ein 40-jähriger Rollstuhlfahrer war erbost, weil die Aufzugtüren sich direkt vor ihm geschlossen hatten. Mit seinem Elektrorollstuhl fuhr er wütend mehrfach gegen die Aufzugtür. Diese gab nach und der Mann stürzte mit dem Rollstuhl vornüber in den Schacht.                                                                                          | [ 3 ] [ 20 ]         |
| 2014 | London, England       | Ein junges Pärchen hatte intensiven Sex auf einem Balkon. Die Frau saß dabei auf dem Geländer. Beide stürzten aus dem 6. Stock in die Tiefe und starben. | [ 21 ] [ 22 ]        |
| 2018 | Andamanen, Indien     | John Allen Chau ließ sich illegal von Fischern auf die North Sentinel Island bringen. Er wollte die dort lebenden Sentinelesen trotz Kontaktverbot der indischen Regierung christlich missionieren. Chau versuchte mehrfach die Insel zu betreten und wurde, nachdem er Warnschüsse der Einheimischen ignoriert hatte, von diesen mit Pfeilen erschossen. | [ 23 ] [ 24 ]        |
| 2019 | Fuji, Japan           | Der 47-jährige Tetsu Shiohara bestieg den höchsten Berg Japans außerhalb der offiziellen Wandersaison, unpassend ausgerüstet und bekleidet. Er übertrug seinen Aufstieg im Schnee in einem Livestream. Er erklärte seinen Zuschauern unter anderem, wie gefährlich die Gegend sei. Kurz darauf verlor er den Halt und stürzte in den Tod.                 | [ 25 ] [ 26 ] [ 27 ] |

Darwin-Preis (Deutschland)
- Edremit, Provinz Balıkesir, Türkei, 2012: Um ihr Feriendomizil vor Einbrechern zu sichern, hatten eine deutsche Rentnerin und ihr türkischer Mann, ein Maschinenbauingenieur in Rente, eine Selbstschussanlage gebaut. Die Fußmatte vor der Haustür aktivierte beim Betreten ein oberhalb der Tür installiertes Gewehr. Als das Paar einmal vergaß, die Anlage vor dem Betreten des Hauses abzuschalten, wurde der Mann von fünf Kugeln getroffen, seine Frau von dreien. Beide starben.[28][29]

## Rezeption
Im Jahr 2002 erschien ein Hörbuch, in dem sich Hella von Sinnen und Dirk Bach ausgewählte, mit einem Darwin Award ausgezeichnete Begebenheiten auf heitere Weise vorlesen.
Die Filmkomödie The Darwin Awards (2006) beruht teilweise auf den realen ausgezeichneten Fällen.